# جورج دبليو. تايلور (ضابط)
جورج دبليو. تايلور (بالإنجليزية: George W. Taylor)‏ هو ضابط أمريكي، ولد في 22 نوفمبر 1808 في هاي بريدغ في الولايات المتحدة، وتوفي في 31 أغسطس 1862 في الإسكندرية في الولايات المتحدة.